# Dragalovci
Dragalovci (szerbül: Драгаловци), település Bosznia-Hercegovinában, a Szerb Köztársaság északi régiójában Stanari községben. 

## Fekvése
A település Bosznia-Hercegovina északi részén, Dobojtól légvonalban 24, közúton 31 km-re nyugatra, községközpontjától légvonalban 5, közúton 6 km-re északnyugatra, a Krnjin régió északi részén, a mala Ukrina és a Radnja-folyók összefolyásánál, 160-280 méteres magasságban található. A falu a Prnjavor - Doboj út mentén fekszik, a Banja Luka - Doboj vasútvonal is áthalad rajta.

## Népessége
| Nemzetiségi csoport | Népesség 1991 | Népesség 2013 |
| ------------------- | ------------- | ------------- |
| Szerb               | 32            | 275           |
| Bosnyák             | 3             | 0             |
| Horvát              | 858           | 55            |
| Jugoszláv           | 86            | 0             |
| Egyéb               | 52            | 52            |
| Összesen            | 1031          | 382           |

## Története
A régészeti leletek tanúsága szerint itt már az őskőkorszakban is éltek emberek. Ezt igazolják a Matica Glavicán található őskori telep maradványai. A falu középkori előzményeiről tanúskodik a Kamen lelőhelyen található késő középkori stećak, mely a bogumilok jellegzetes díszes sírköve volt.
A település 1878-ig tartozott az Oszmán Birodalomhoz, ekkor a berlini kongresszus határozata alapján az Osztrák-Magyar Monarchia része lett. 1879-ben az első osztrák-magyar népszámlálás során a Tešanji járáshoz és Stanari községhez tartozó településnek 33 háztartása és 273 római katolikus lakosa volt. 1910-ben a Tesanji járáshoz tartozó településen 34 háztartást és 433 római katolikus lakost találtak. A monarchia szétesésével 1918-ban előbb a Szerb-Horvát-Szlovén Királyság, majd 1929-től a Jugoszláv Királyság része lett. Az 1929-es törvény értelmében, amikor Bosznia-Hercegovinát négy banovinára, Drinskára, Vrbaskára, Zetskára és Primorskára osztották, a település a Vrbaska banovina része lett, amelynek székhelye Banja Luka volt.
A második világháborúban Jugoszlávia megszállása után a Független Horvát Állam (NDH) része lett. A második világháború után 1992-ig a település a szocialista Jugoszlávia keretében a Bosznia-Hercegovinai Népköztársaság része volt. A római katolikus plébániát 1970. október 4-én alapították a Kulašiból való kiválás útján. A plébánia területe a Vrhbosnai érsekséghez tartozik, de - a két ordinárius megállapodása alapján - állandó jelleggel a Banja Luka-i egyházmegye egyik papja szolgálja. bosznia-hercegovinai háború alatt a falu súlyosan megrongálódott, a templomot és a házak nagy részét elaknázták, miközben a lakosság Horvátországba és Szlovéniába, főként Ljubljanába menekült. A plébánia területén csak egyetlen temető található felújított temetőkápolnával, miután azt a szerb szélsőségesek súlyosan megrongálták és elpusztították. A Dragalovciban található Pranjića brdón egy másik, a Szentléleknek szentelt kápolna is áll, amelyet 2002-ben építettek. Marko Šalić dragalovci római katolikus plébánost 1992. május 31-én tartóztatták le, súlyos bántalmazás áldozata lett, és szívrohamot kapott a doboji börtönben. Ezt követően már nem térhetett vissza a plébániájára. Fél évvel később a bántalmazás következtében meghalt. A boszniai háborút lezáró daytoni békeszerződés rendelkezése alapján az ország területét felosztották a Bosznia-hercegovinai Föderáció és a boszniai Szerb Köztársaság között. A háború utáni területmegosztáskor a Szerb Köztársaság területéhez csatolták. Az egykor többségben horvát lakosságú faluban ma már a szerbek vannak többségben.

## Nevezetességei
- A Szent Leopold Bogdan Mandić tiszteletére szentelt római katolikus plébániatemplomot 1985 és 1987 között Ilija Arlović plébános építette. A közelmúltbeli háborúban súlyosan megrongálódott és elpusztult.[7] A háború után újjáépítették.

- Kamen nevű településrészén egyetlen, láda alakú stećak maradt fenn. A középkori temető maradványa az Ukrina folyó felett enyhe magaslaton található. A stećak közepesen megmunkált és díszítésmentes. Feltehetően a késő középkorból származik.[8][4]

- Matica Glavica - Paleolit telep maradványai, egy vályogos domb felszínén. Nagyszámú tipikus példája található a paleolit eredetű megmunkált köveknek. A szorosabb kulturális hovatartozása nem ismert.[8][4]

## Híres emberek
- Dragalovciban született 1966. június 14-én Indira Radić szerb folkénekes.